# Mercedes-Benz W154
La W154 è una vettura da competizione attiva dal 1938 al 1939 e costruita dalla Casa automobilistica tedesca Mercedes-Benz.

## Profilo e storia
Il progetto W154 venne avviato quando verso la fine del 1937, la AIACR, come veniva chiamata allora la Federazione automobilistica sportiva, stabilì un limite di 3000 cm³ per le vetture sovralimentate e di 4500 cm³ per quelle aspirate, regolamento valevole già per il Campionato di Grand Prix del 1938.

Era chiaro che la W125, pur avendo conquistato vittorie a ripetizione in tutta Europa e non solo, era oramai tagliata fuori dalle competizioni, per cui occorreva gettarsi nuovamente nello sviluppo e nella progettazione di una nuova vettura che rispondesse al nuovo regolamento.

Dopo accurate valutazioni si decise che non valeva la pena cercare di evolvere ulteriormente la W125, ma piuttosto di partire da zero con un nuovo progetto, siglato appunto W154.

Tale progetto venne affidato a Rudolf Uhlenhaut, che già dimostrò una notevole capacità di inserimento e partecipazione l'anno precedente, quando si era trattato di dover sviluppare e realizzare la W125.

### Struttura e telaio
Molti degli aspetti che già avevano caratterizzato la W125 vennero mantenuti, primo fra tutti quello riguardante la struttura tubolare in nichel-cromo molibdeno con tubi a sezione ovale. Tale soluzione aveva già dimostrato tutta la sua efficacia in quanto coniugava alla perfezione le due più importanti caratteristiche per un telaio di una vettura da competizione, ossia la leggerezza e la rigidità. Venne mantenuta anche la stessa geometria delle sospensioni già presente sulla W125. Vengono così riconfermati l'avantreno a ruote indipendenti ed il retrotreno a ponte De Dion. Quest'ultimo venne provvisto di ammortizzatori regolabili direttamente dal posto guida e durante una gara.

Per quanto riguarda l'impianto frenante, di tipo idraulico, vengono inoltre confermati i quattro freni a tamburo.

### Motore e cambio
Per quanto riguardava invece il propulsore da utilizzare, la progettazione venne affidata ad Albert Heess, anch'egli già partecipe alla progettazione della W125.

Heess prese dapprima in considerazione la possibilità di montare un motore aspirato e ideò un motore a W costituito da otto cilindri per bancata e con alimentazione ad iniezione diretta. Si trattava pertanto di un W24, che però venne scartato per problemi di surriscaldamento.

Alla fine venne invece preferita la soluzione sovralimentata. Il propulsore utilizzato sarebbe stato un V12 da 2962 cm³ sovralimentato da due compressori volumetrici di tipo roots monostadio. La massima potenza erogata da questo propulsore fu di 474 CV ad 8000 giri/min.

Il cambio utilizzato era manuale a 5 marce, ed era provvisto di un dispositivo che impediva l'accidentale innesto della prima marcia, se non intenzionalmente.

### Attività sportiva

#### 1938
Il debutto sportivo della W154 avvenne al Gran Premio di Pau, una gara non inclusa nel calendario ufficiale dei Gran Premi valevoli per il Campionato Europeo. In questa gara, però, a causa di un incidente occorso alla W154 di Lang e ad alcuni eventi sfortunati capitati a Caracciola, tra cui i postumi di un vecchio incidente che gli causava forti dolori ad una gamba, le due W154 schierate non ottennero grossi risultati e la gara venne vinta da René Dreyfus su Delahaye.

Andò invece molto meglio al Gran Premio di Tripoli, dove i tre piloti schierati, Lang, von Brauchitsch e Caracciola finirono rispettivamente nei primi tre posti.

La prima gara del Campionato europeo di automobilismo 1938, ossia il Gran Premio di Francia, che si tenne al circuito di Reims-Gueux, vide il team sportivo di Alfred Neubauer schierare tre W154 con gli stessi piloti di Tripoli. Neubauer avrebbe schierato volentieri anche Richard Seaman, ma i membri dell'organizzazione imposero un massimo di tre auto per scuderia. La gara fu un vero massacro per le vetture schierate: le Auto Union di Kautz e Hasse furono costrette al ritiro, così come le W154 di Caracciola e Lang ed anche alcune Talbot. Alla fine, solo due vetture tagliarono il traguardo, la W154 di von Brauchitsch e la Talbot di René Carrièrè, staccata dal tedesco di ben dieci giri.

Anche il successivo Gran Premio di Germania fu molto rocambolesco, forse anche di più: stavolta Neubauer ebbe il permesso di schierare quattro vetture W154, e così anche Richard Seaman poté partecipare attivamente, assieme agli altri tre piloti. Durante la gara, però, cominciarono i guai: al terzo giro la vettura di Lang, fino a quel momento al comando, fu costretta ad un pit stop d'emergenza per problemi alle candele. In tale occasione venne sostituito dal pilota di riserva Walter Bäumer. Ciò permise a von Brauchitsch di prendere il comando a bordo della sua W154. Nel frattempo Caracciola accusò forti dolori addominali e fu costretto a fermarsi e a venire sostituito da Lang. Durante il pit stop di von Brauchitsch, un getto di carburante finì accidentalmente su un tubo di scarico incandescente, incendiando la vettura. Durante questo episodio, Seaman prese a sua volta il comando della gara e quando l'incendio alla W154 di von Brauchitsch venne domato, il tedesco poté ripartire, ma poco dopo la sua vettura si schiantò e fu costretto al ritiro. Più tardi, la W154 pilotata da Bäumer si ritirò a sua volta per problemi al motore. La gara venne vinta alla fine dalla W154 di Seaman.

Dopo queste avvincenti battaglie sul nastro d'asfalto tedesco, le W154 si trasferirono in Italia, per partecipare a due gare non incluse nel Campionato Europeo, vale a dire la Coppa Ciano al circuito di Montenero e la Coppa Acerbo a Pescara, che videro von Brauchitsch tagliare il traguardo per primo in entrambe. Ma alla Coppa Ciano, al termine della gara, von Brauchitsch venne squalificato per aver ricevuto assistenza non autorizzata, cedendo così il titolo al compagno di squadra Hermann Lang. Alla fine della stagione, il titolo europeo andò a Rudolf Caracciola.

#### 1939
Per la stagione 1939, la W154 subì alcune modifiche atte a renderla ancor più competitiva: il telaio tubolare venne irrigidito del 30%, mentre il motore venne sovralimentato stavolta da un compressore volumetrico bi-stadio al posto di due monostadio. In questa nuova configurazione il motore venne denominato M163, il quale erogava la potenza di 483 CV a 7800 giri/min. Ciò produsse la denominazione errata di W163 per la W154 epuipaggiata con il nuovo motore

All'inizio della stagione 1939, le Auto Union partirono veramente forte, tanto da allarmare Neubauer, che ordinò ad Uhlenhaut di trovare una soluzione, soluzione che Uhlenhaut trovò nel peso eccessivo. Dopo alcuni tentativi infruttuosi, si scelse di ricorrere all'utilizzo di materiali leggeri impiegati in campo aeronautico. Alla fine, la vettura riuscì ad alleggerirsi di una settantina di kg. Si era a questo punto nel pieno del Campionato Europeo: al Gran Premio di Germania, Lang riuscì ad aggiudicarsi la gara, così come anche al Gran Premio del Belgio. Dopo altre due gare senza risultati, causate da un sistema di carburazione difettoso prontamente risistemato, le W154 tornarono a vincere al Gran Premio di Svizzera. Il 1º settembre, con l'invasione della Polonia, ebbe inizio la Seconda guerra mondiale; ciò causò la cessazione quasi immediata delle corse e soprattutto l'interruzione del campionato europeo che non ebbe un vincitore (sebbene per lungo tempo si sia ritenuto che fosse stato assegnato a Lang).

#### Il dopoguerra della W154
La W154 conobbe anche una carriera nel dopoguerra, sebbene molto meno brillante: un esemplare venne venduto al proprietario di una scuderia statunitense, la Don Lee, che la utilizzò per correre alla 500 miglia di Indianapolis, per la quale, nel 1938, era stato modificato il regolamento in modo da permettere la partecipazione anche alle vetture del Campionato Europeo Grand Prix.

Ma al suo nuovo debutto, nel 1947, la W154 ebbe dei gravi problemi al motore e finì per rompere un pistone ed alcune bielle. Il suo pilota, Duke Nalon, non venne ricofermato per il 1948, ed al suo posto venne ingaggiato Ralph Hepburn, che poco dopo lasciò la scuderia Don Lee, ed al suo posto arrivò Chet Miller, che però non ottenne grandi risultati.

Nel 1949, la vettura venne venduta ad un'altra scuderia, che provò a montare un nuovo motore a 6 cilindri in linea, ma anche in questo caso non arrivò nessun buon risultato.

L'ultima apparizione ufficiale della W154 risalì al 1957: qui, la vettura era addirittura equipaggiata da un motore Jaguar, ma non ottenne buoni risultati neanche in questo caso.